# Colégio Bernoulli
O Colégio Bernoulli é uma instituição de Ensino Fundamental segundo ciclo, Ensino Médio e Pré-vestibular, localizado em Belo Horizonte e Salvador, no Brasil, e vem se destacando no cenário brasileiro por sua qualificação no Exame Nacional do Ensino Médio, liderando o ranking nacional de escolas com mais de 60 alunos que fizeram o exame; e nas olimpíadas científicas de conhecimento, como OBMEP, liderando o ranking nacional com alunos medalhistas de bronze, prata ou ouro. É um dos colégios mais reconhecidos de Belo Horizonte.

## Demissão de Duda Salabert
O Colégio Bernoulli protagonizou um momento relevante em Belo Horizonte, quando a vereadora Duda Salabert, que lecionava literatura na instituição havia treze anos, foi demitida após receber ameaças de morte e discurso de ódio. O teor dessas agressões incluía a ameaça de transformar o colégio em um "mar de sangue". Segundo Salabert, que foi eleita deputada federal em 2022, a demissão não foi motivada por transfobia, mas porque as ameaças também foram direcionadas à instituição e aos seus alunos, com o intuito de forçar seu desligamento do colégio. Em nota, o Colégio Bernoulli afirmou que a demissão ocorreu em função da incompatibilidade do cargo público da professora com a dedicação que a instituição esperaria dela.

## Unidades
Colégio Bernoulli Go, localizado no bairro Santo Antônio em Belo Horizonte/MG, com turmas de Educação Infantil e Ensino Fundamental Anos Iniciais (1º ao 3º ano).
Colégio Bernoulli - Unidade Cidade Jardim, inaugurado em 2024, instalado em um imóvel tombado pelo Município, anteriormente ocupado pelo Colégio Pitágoras e Faculdade Pitágoras, construído em 1950, localizado no bairro Cidade Jardim em Belo Horizonte/MG, com turmas do 4º ano do Ensino Fundamental Anos Iniciais à 2ª série do Ensino Médio.
Colégio Bernoulli - Unidade Lourdes, inaugurada em 2010, localizado no bairro Lourdes em Belo Horizonte/MG, com turmas do Ensino Médio e Pré-vestiular.
Colégio Bernoulli - Unidade Nova Lima, inaugurada em 2025, localizado no bairro Vale do Sereno em Nova Lima/MG, com turmas Educação Infantil e Ensino Fundamental Anos Iniciais e Finais, além da oferta de turmas do Ensino Médio. 
Colégio Bernoulli - Unidade Caminho das Árvores, inaugurado em 2024, localizado no bairro Caminho das Árvores em Salvador/BA, com turmas de Educação Infantil e Ensino Fundamental Anos Iniciais e Finais, além da oferta de turmas do Ensino Médio.

## ENEM
Média das notas obtidas pelos alunos do Colégio Bernoulli na prova objetiva do ENEM dos anos de 2007 a 2017 (ranking nacional):
| Ano  | Pontos/Média | Ranking Nacional |
| ---- | ------------ | ---------------- |
| 2007 | 79.09        | 12º              |
| 2008 | 77,38        | 2º               |
| 2009 | 731,28       | 8º               |
| 2010 | 741,.97      | 5º               |
| 2011 | 718,18       | 3º               |
| 2012 | 722,15       | 2º               |
| 2013 | 722,64       | 2º               |
| 2014 | 730,33       | 5º               |
| 2015 | 725,27       | 5º               |
| 2016 | 730.61       | 3º               |
| 2017 | 712,91       | 4º               |